# 前並町 (春日井市)
前並町（まえなみちょう）は、愛知県春日井市にある地名。現行行政地名は前並町1丁目から前並町3丁目と3つの字。

## 地理
春日井市西部に位置する。東は高山町、西は四ツ家町、南は西高山町・宮町、北は新開町・大手町に接する。

### 字一覧
（五十音順・読みはYahoo!地図による）
- 左右分（さゆうわけ）
- 東屋敷（ひがしやしき）
- 前並（まえなみ）

## 歴史

### 地名の由来
当地は四ツ家東屋敷の北側に新たに成立した集落であり、以前並みの付き合いをするという意であるという。

### 沿革
- 1948年（昭和23年） - 春日井市春日井の一部により、同市前並町として成立[1]。

## 世帯数と人口
2019年（平成31年）4月1日現在の世帯数と人口は以下の通りである。
| 町丁・丁目  | 世帯数  | 人口    |
| ----------- | ------- | ------- |
| 前並町      | 166世帯 | 384人   |
| 前並町1丁目 | 535世帯 | 1,439人 |
| 前並町2丁目 | 187世帯 | 448人   |
| 前並町3丁目 | 36世帯  | 78人    |
| 計          | 924世帯 | 2,349人 |

### 人口の変遷
国勢調査による人口の推移
| 1995年（平成7年）  | 1,624人 | [ WEB 6 ]  |  |
| 2000年（平成12年） | 1,816人 | [ WEB 7 ]  |  |
| 2005年（平成17年） | 1,907人 | [ WEB 8 ]  |  |
| 2010年（平成22年） | 2,145人 | [ WEB 9 ]  |  |
| 2015年（平成27年） | 2,301人 | [ WEB 10 ] |  |

## 学区
市立小・中学校に通う場合、学区は以下の通りとなる。また、公立高等学校に通う場合の学区は以下の通りとなる。
| 町丁・丁目  | 番・番地等 | 小学校                 | 中学校               | 高等学校 |
| ----------- | ---------- | ---------------------- | -------------------- | -------- |
| 前並町      | 全域       | 春日井市立春日井小学校 | 春日井市立西部中学校 | 尾張学区 |
| 前並町1丁目 | 全域       | 春日井市立春日井小学校 | 春日井市立西部中学校 | 尾張学区 |
| 前並町2丁目 | 全域       | 春日井市立春日井小学校 | 春日井市立西部中学校 | 尾張学区 |
| 前並町3丁目 | 全域       | 春日井市立春日井小学校 | 春日井市立西部中学校 | 尾張学区 |

## 交通
- 愛知県道27号春日井各務原線

## その他

### 日本郵便
- 郵便番号 : 486-0903[WEB 3]（集配局：春日井郵便局[WEB 13]）。

### WEB
1. ↑  “愛知県春日井市の町丁・字一覧”.   人口統計ラボ. 2019年6月6日閲覧。
2. 1 2  “町・丁目別年齢別（5歳階級）男女別人口、世帯”.   春日井市 (2019年4月11日). 2019年6月6日閲覧。
3. 1 2  “郵便番号”.  日本郵便. 2019年6月6日閲覧。
4. ↑  “市外局番の一覧”.   総務省. 2019年6月6日閲覧。
5. ↑  “Yahoo!地図 愛知県春日井市前並町”. 2014年12月12日閲覧。
6. ↑  総務省統計局 (2014年3月28日). “平成7年国勢調査の調査結果(e-Stat) - 男女別人口及び世帯数 －町丁・字等”. 2019年3月23日閲覧。
7. ↑  総務省統計局 (2014年5月30日). “平成12年国勢調査の調査結果(e-Stat) - 男女別人口及び世帯数 －町丁・字等”. 2019年3月23日閲覧。
8. ↑  総務省統計局 (2014年6月27日). “平成17年国勢調査の調査結果(e-Stat) - 男女別人口及び世帯数 －町丁・字等”. 2019年3月23日閲覧。
9. ↑  総務省統計局 (2012年1月20日). “平成22年国勢調査の調査結果(e-Stat) - 男女別人口及び世帯数 －町丁・字等”. 2019年3月23日閲覧。
10. ↑  総務省統計局 (2017年1月27日). “平成27年国勢調査の調査結果(e-Stat) - 男女別人口及び世帯数 －町丁・字等”. 2019年3月23日閲覧。
11. ↑  “通学区域一覧表”.   春日井市 (2018年5月14日). 2019年6月6日閲覧。
12. ↑  “平成29年度以降の愛知県公立高等学校（全日制課程）入学者選抜における通学区域並びに群及びグループ分け案について”.   愛知県教育委員会 (2015年2月16日). 2019年1月14日閲覧。
13. ↑  “郵便番号簿 2018年度版” (PDF).   日本郵便. 2019年5月18日閲覧。

### 書籍
1. 1 2 3  「角川日本地名大辞典」編纂委員会 1989, p. 1232.
2. 1 2  「角川日本地名大辞典」編纂委員会 1989, p. 1653.